# Box-office 2013 au Canada et aux États-Unis
Cet article traite du box-office de 2013 au Canada et aux États-Unis.

## Classement
| Rang | Titre                                                  | Pays | Réalisateur                   | Budget en USD | Recettes      | Week-End |
| ---- | ------------------------------------------------------ | ---- | ----------------------------- | ------------- | ------------- | -------- |
| 1.   | Hunger Games : L'Embrasement                           |      | Francis Lawrence              | 125 000 000   | 424 668 047 $ | 19 (fin) |
| 2.   | Iron Man 3                                             |      | Shane Black                   | 200 000 000   | 409 013 994 $ | 19 (fin) |
| 3.   | La Reine des neiges                                    |      | Chris Buck et Jennifer Lee    | 150 000 000   | 400 738 009 $ | 34 (fin) |
| 4.   | Moi, moche et méchant 2                                |      | Pierre Coffin et Chris Renaud | 76 000 000    | 368 061 265 $ | 28 (fin) |
| 5.   | Man of Steel                                           |      | Zack Snyder                   | 225 000 000   | 291 045 518 $ | 14 (fin) |
| 6.   | Gravity                                                |      | Alfonso Cuarón                | 100 000 000   | 274 092 705 $ | 31 (fin) |
| 7.   | Monstres Academy                                       |      | Dan Scanlon                   | 200 000 000   | 268 492 764 $ | 26 (fin) |
| 8.   | Le Hobbit : La Désolation de Smaug                     |      | Peter Jackson                 | 250 000 000   | 258 366 855 $ | 18 (fin) |
| 9.   | Fast and Furious 6                                     |      | Justin Lin                    | 160 000 000   | 238 679 850 $ | 15 (fin) |
| 10.  | Le Monde fantastique d'Oz                              |      | Sam Raimi                     | 215 000 000   | 234 911 825 $ | 19 (fin) |
| 11.  | Star Trek Into Darkness                                |      | J. J. Abrams                  | 185 000 000   | 228 778 661 $ | 17 (fin) |
| 12.  | Thor : Le Monde des ténèbres                           |      | Alan Taylor                   | 170 000 000   | 206 362 140 $ | 23 (fin) |
| 13.  | World War Z                                            |      | Marc Forster                  | 190 000 000   | 202 359 711 $ | 16 (fin) |
| 14.  | Les Croods                                             |      | Chris Sanders et Kirk DeMicco | 135 000 000   | 187 168 425 $ | 26 (fin) |
| 15.  | Les Flingueuses                                        |      | Paul Feig                     | 43 000 000    | 159 582 188 $ | 24 (fin) |
| 16.  | Les Miller, une famille en herbe                       |      | Rawson Marshall Thurber       | 37 000 000    | 150 394 119 $ | 17 (fin) |
| 17.  | American Bluff                                         |      | David O. Russell              | 40 000 000    | 150 117 807 $ | 17 (fin) |
| 18.  | Gatsby le Magnifique                                   |      | Baz Luhrmann                  | 105 000 000   | 144 840 419 $ | 15 (fin) |
| 19.  | Conjuring : Les Dossiers Warren                        |      | James Wan                     | 20 000 000    | 137 400 141 $ | 15 (fin) |
| 20.  | Arnaque à la carte                                     |      | Seth Gordon                   | 35 000 000    | 134 506 920 $ | 17 (fin) |
| 21.  | Copains pour toujours 2                                |      | Dennis Dugan                  | 80 000 000    | 133 668 525 $ | 19 (fin) |
| 22.  | Wolverine : Le Combat de l'immortel                    |      | James Mangold                 | 120 000 000   | 132 556 852 $ | 19 (fin) |
| 23.  | Légendes vivantes                                      |      | Adam McKay                    | 50 000 000    | 125 168 368 $ | 9 (fin)  |
| 24   | Du sang et des larmes                                  |      | Peter Berg                    | 50 000 000    | 125 095 601 $ | 15 (fin) |
| 25.  | G.I. Joe : Conspiration                                |      | Jon Chu                       | 130 000 000   | 122 523 060 $ | 16 (fin) |
| 26.  | L'Île des Miam-nimaux : Tempête de boulettes géantes 2 |      | Cody Cameron et Kris Pearn    | 78 000 000    | 119 793 567 $ | 25 (fin) |
| 27.  | Insaisissables                                         |      | Louis Leterrier               | 75 000 000    | 117 723 989 $ | 17 (fin) |
| 28   | Le Loup de Wall Street                                 |      | Martin Scorsese               | 155 000 000   | 116 900 694 $ | 14 (fin) |
| 29.  | Le Majordome                                           |      | Lee Daniels                   | 30 000 000    | 116 632 095 $ | 26 (fin) |
| 30.  | Very Bad Trip 3                                        |      | Todd Phillips                 | 103 000 000   | 112 200 072 $ | 12 (fin) |
| 31.  | Epic : La Bataille du royaume secret                   |      | Chris Wedge                   | 100 000 000   | 107 518 682 $ | 17 (fin) |
| 32.  | Capitaine Phillips                                     |      | Paul Greengrass               | 55 000 000    | 107 100 855 $ | 21 (fin) |
| 33.  | Jackass Presents: Bad Grandpa                          |      | Jeff Tremaine                 | 15 000 000    | 102 003 019 $ | 13 (fin) |
| 34.  | Pacific Rim                                            |      | Guillermo Del Toro            | 190 000 000   | 101 802 906 $ | 14 (fin) |
| 35   | C'est la fin                                           |      | Evan Goldberg et Seth Rogen   | 32 000 000    | 101 470 202 $ | 17 (fin) |

## Box-office par week-end
| #  | Date              | Film no 1                                              | Recettes      |
| -- | ----------------- | ------------------------------------------------------ | ------------- |
| 1  | 4 janvier 2013    | Texas Chainsaw 3D                                      | 21 744 470 $  |
| 2  | 11 janvier 2013   | Zero Dark Thirty                                       | 24 664 284 $  |
| 3  | 18 janvier 2013   | Mama                                                   | 28 402 139 $  |
| 4  | 25 janvier 2013   | Hansel and Gretel: Witch Hunters                       | 19 690 956 $  |
| 5  | 1er février 2013  | Warm Bodies                                            | 20 353 967 $  |
| 6  | 8 février 2013    | Arnaque à la carte                                     | 34 551 025 $  |
| 7  | 15 février 2013   | Die Hard : Belle journée pour mourir                   | 24 825 779 $  |
| 8  | 22 février 2013   | Arnaque à la carte                                     | 14 017 085 $  |
| 9  | 1er mars 2013     | Jack le tueur de géants                                | 27 202 226 $  |
| 10 | 8 mars 2013       | Le Monde fantastique d'Oz                              | 79 110 453 $  |
| 11 | 15 mars 2013      | Le Monde fantastique d'Oz                              | 41 252 704 $  |
| 12 | 22 mars 2013      | Les Croods                                             | 43 639 736 $  |
| 13 | 29 mars 2013      | G.I. Joe : Conspiration                                | 40 501 814 $  |
| 14 | 5 avril 2013      | Evil Dead                                              | 25 775 847 $  |
| 15 | 12 avril 2013     | 42                                                     | 27 487 144 $  |
| 16 | 19 avril 2013     | Oblivion                                               | 37 054 485 $  |
| 17 | 26 avril 2013     | No Pain No Gain                                        | 20 244 505 $  |
| 18 | 3 mai 2013        | Iron Man 3                                             | 174 144 585 $ |
| 19 | 10 mai 2013       | Iron Man 3                                             | 72 525 615 $  |
| 20 | 17 mai 2013       | Star Trek Into Darkness                                | 70 165 559 $  |
| 21 | 24 mai 2013       | Fast and Furious 6                                     | 97 375 245 $  |
| 22 | 31 mai 2013       | Fast and Furious 6                                     | 35 164 440 $  |
| 23 | 7 juin 2013       | American Nightmare                                     | 34 058 360 $  |
| 24 | 14 juin 2013      | Man of Steel                                           | 116 619 362 $ |
| 25 | 21 juin 2013      | Monstres Academy                                       | 82 429 469 $  |
| 26 | 28 juin 2013      | Monstres Academy                                       | 45 607 745 $  |
| 27 | 5 juillet 2013    | Moi, moche et méchant 2                                | 83 517 315 $  |
| 28 | 12 juillet 2013   | Moi, moche et méchant 2                                | 43 892 895 $  |
| 29 | 19 juillet 2013   | Conjuring : Les Dossiers Warren                        | 41 530 729 $  |
| 30 | 26 juillet 2013   | Wolverine : Le Combat de l'immortel                    | 53 113 752 $  |
| 31 | 2 aout 2013       | 2 Guns                                                 | 27 361 813 $  |
| 32 | 9 aout 2013       | Elysium                                                | 29 807 393 $  |
| 33 | 16 aout 2013      | Le Majordome                                           | 24 637 312 $  |
| 34 | 23 aout 2013      | Le Majordome                                           | 16 503 812 $  |
| 35 | 30 aout 2013      | One Direction, le film                                 | 15 816 901 $  |
| 36 | 6 septembre 2013  | Riddick                                                | 19 030 375 $  |
| 37 | 13 septembre 2013 | Insidious : Chapitre 2                                 | 40 271 130 $  |
| 38 | 20 septembre 2013 | Prisoners                                              | 20 817 053 $  |
| 39 | 27 septembre 2013 | L'Île des Miam-nimaux : Tempête de boulettes géantes 2 | 34 017 930 $  |
| 40 | 4 octobre 2013    | Gravity                                                | 55 785 112 $  |
| 41 | 11 octobre 2013   | Gravity                                                | 43 188 256 $  |
| 42 | 18 octobre 2013   | Gravity                                                | 30 027 161 $  |
| 43 | 25 octobre 2013   | Jackass Presents: Bad Grandpa                          | 32 964 825 $  |
| 44 | 1er novembre 2013 | La Stratégie Ender                                     | 27 017 351 $  |
| 45 | 8 novembre 2013   | Thor : Le Monde des ténèbres                           | 85 737 841 $  |
| 46 | 15 novembre 2013  | Thor : Le Monde des ténèbres                           | 36 586 016 $  |
| 47 | 22 novembre 2013  | Hunger Games : L'Embrasement                           | 158 074 286 $ |
| 48 | 29 novembre 2013  | Hunger Games : L'Embrasement                           | 74 179 601 $  |
| 49 | 6 décembre 2013   | La Reine des neiges                                    | 31 616 230 $  |
| 50 | 13 décembre 2013  | Le Hobbit : La Désolation de Smaug                     | 73 676 816 $  |
| 51 | 20 décembre 2013  | Le Hobbit : La Désolation de Smaug                     | 31 505 278 $  |
| 52 | 27 décembre 2013  | Le Hobbit : La Désolation de Smaug                     | 29 031 732 $  |